# Organum

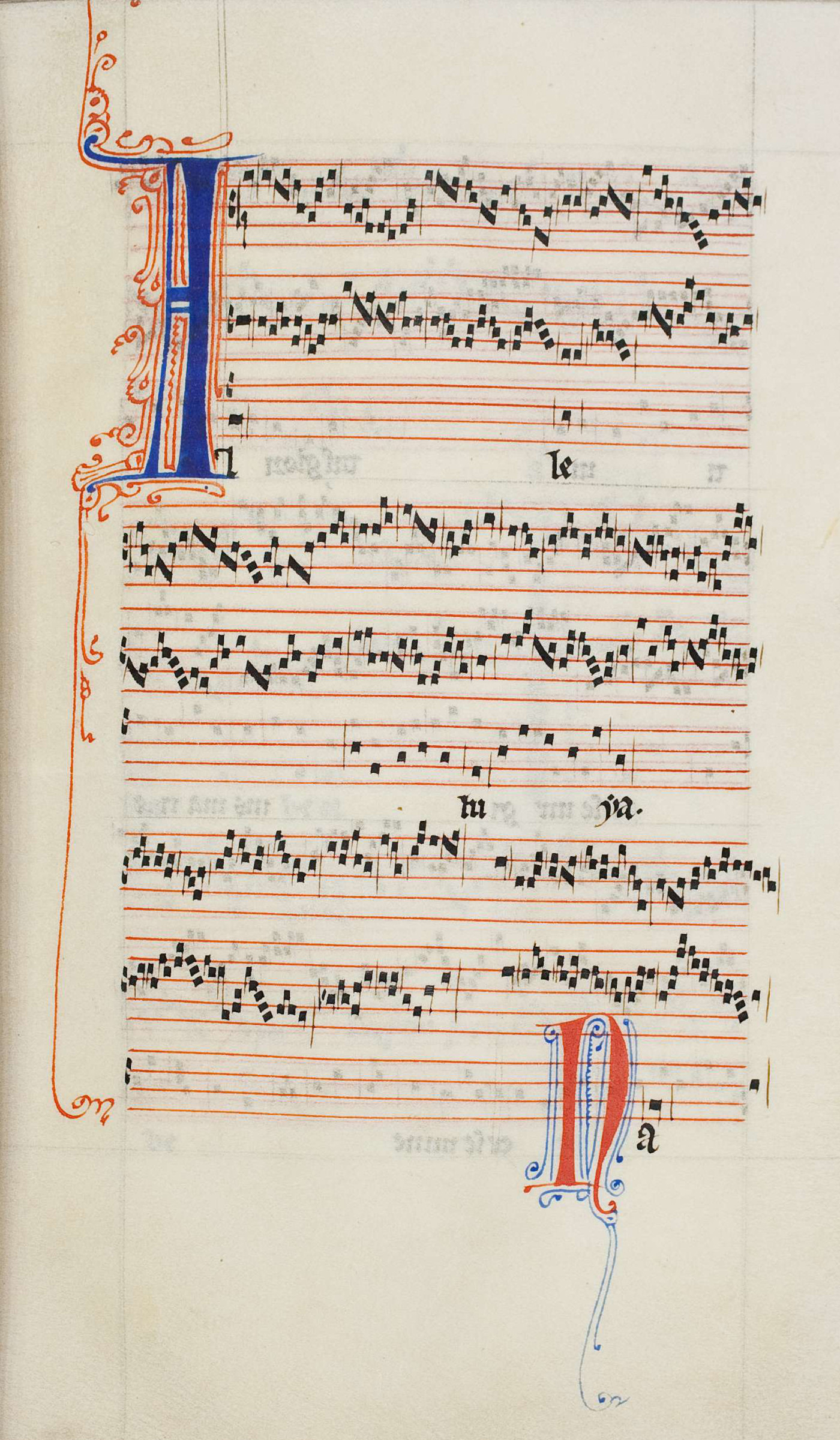
Manuskrypt organum Alleluia nativitas Perotinusa

Organum (gr. ὄργανον – organon "instrument") – gatunek średniowiecznej heterofonii, a następnie polifonii. Początkowo znaczenie terminu organum związane było z instrumentem – organami, później jednak tylko z muzyką harmonijnie zestrojoną w konsonansach. Od XII wieku organum oznaczało zwłaszcza utwory z długonutowym głosem tenorowym (zwykle jako cantus prius factus zaczerpniętym z chorału) i znajdującymi się nad nim bardziej ruchliwymi głosami.
Ogólniejsza definicja stwierdza, że w średniowiecznym organum znajduje się melodia zaczerpnięta z chorału wraz z co najmniej jednym dodanym głosem. W zależności od skali oraz formy chorału, dodatkowo może być śpiewany głos burdonowy. Ponieważ nie powstaje prawdziwie niezależny drugi głos, w takim przypadku nie jest mowa o polifonii, lecz heterofonii. Początkowo organum zawierało dwa głosy: melodię zaczerpniętą z chorału oraz jej zdwojenie prowadzone równolegle w interwale konsonansowym, zwykle kwincie lub kwarcie. W tym przypadku kompozycja często rozpoczynała się i kończyła na unisonie. Organum było pierwotnie improwizowane: gdy jeden śpiewak wykonywał zapisaną linię melodyczną (vox principalis), inny "ze słuchu" dokomponowywał niezapisaną drugą linię (vox organalis). W miarę upływu czasu kompozytorzy zaczęli zapisywać dodawane głosy, które przestały być zwykłymi transpozycjami – w ten sposób kształtując już prawdziwą polifonię.

## Historia

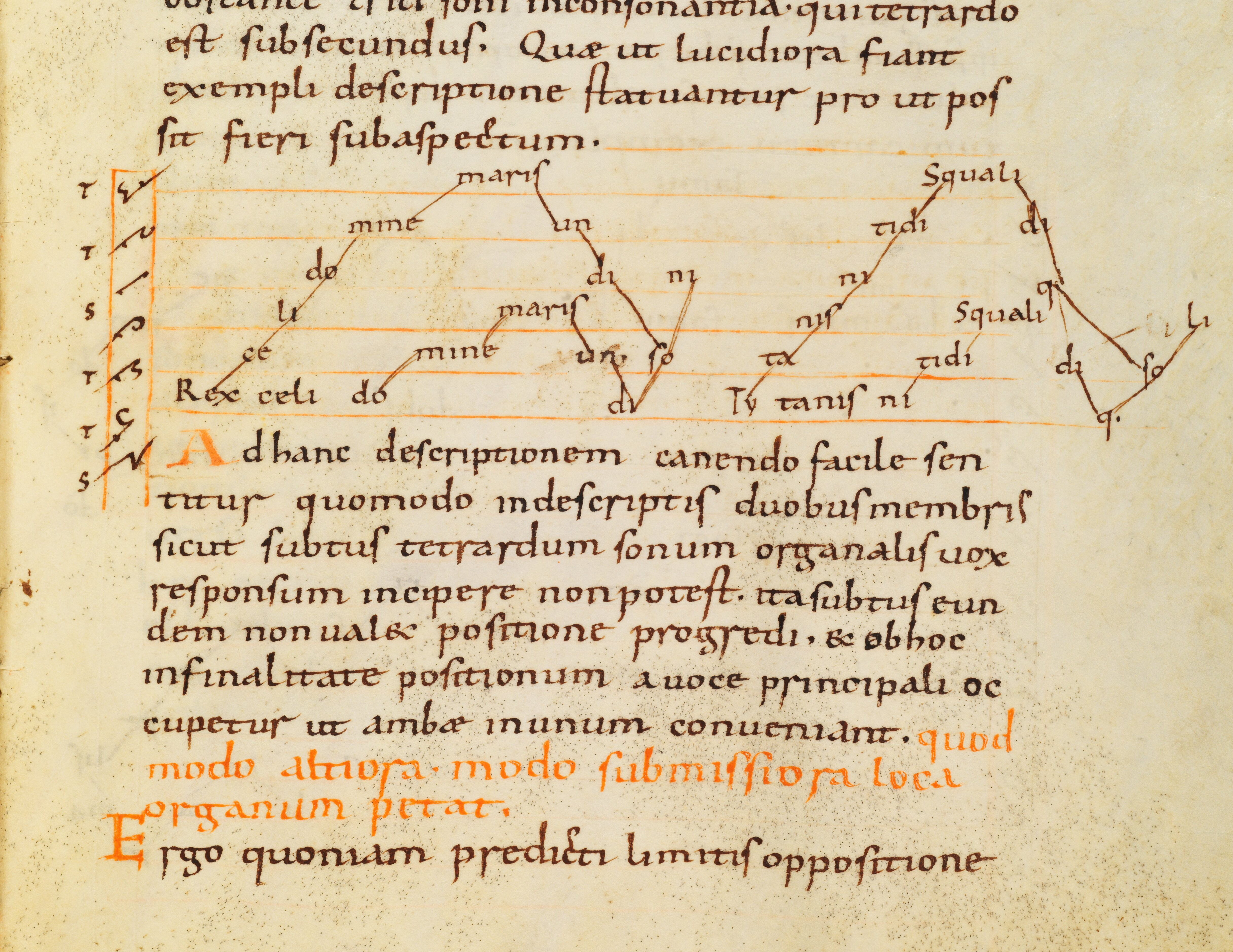
Fragment organum zanotowanego w Musica enchiriadis

Pierwszy opis wraz ze wskazówkami wykonawczymi pojawił się w Musica enchiriadis (ok. 895 r.), traktacie tradycyjnie – choć niesłusznie – przypisywanym Hucbaldowi z St. Amand. Najstarsze metody nauczania techniki organalnej znajdują się w Scolica enchiriadis, dołączonym do Musica enchiriadis. Początkowo organum nie miało być polifonią we współczesnym rozumieniu tego słowa; głos dodany miał być jedynie wzmocnieniem i harmonicznym wzbogaceniem melodii chorału, by dodać splendoru liturgii w większe święta. Analogię można dostrzec w architekturze: w XII i XIII wieku konsekrowano coraz większe katedry gotyckie, w których z kolei rozbrzmiewała coraz bardziej skomplikowana polifonia.
Największymi nowatorami w zakresie techniki organalnej byli Leoninus i Perotinus. Ich innowacje polegają w dużej mierze na rozwinięciu modi rytmicznych, zakorzenionych w formach chorału gregoriańskiego i odpowiadających teoretycznemu systemowi św. Augustyna. Zasługą tych kompozytorów, zwłaszcza Perotinusa, było urytmizowanie utworów według następstw i schematów określonych później jako rytmika modalna.

### Organum paralelne ścisłe

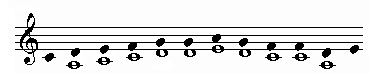
Organum ścisłe prowadzone w interwale kwarty

Oba Enchiriadis (Musica i Scolia) są przede wszystkim traktatami omawiającymi koncepcję matematycznej budowy skal, opartą na teoriach wzajemnych stosunków między dwoma tetrachordami. W Musica enchiriadis opisana jest zapewne praktyka, która miała miejsce już wcześniej – być może miała nawet kilkusetletnią tradycję. Głos lub głosy dodane (vox organalis) rozpoczynają, poruszają się i kończą w tym samym interwale – kwarty, kwinty lub oktawy (lub ich stosownej kombinacji) – względem głosu głównego (vox principalis) wykonującego chorał. Ścisłe organum paralelne nie pojawia się we wczesnych traktach jako twór samodzielny: traktaty omawiają paralelizm jako fundament i następnie przechodzą do kolejnych – już innych – sposobów konstruowania organum. W rzeczywistości większość przykładów muzycznych w traktatach wykorzystuje interwały sekundy, tercji, kwarty, kwinty i seksty, by osiągnąć lepszy rezultat artystyczny. To bardziej urozmaicone organum było szerzej opisane przez Guidona z Arezzo w traktacie Micrologus ok. 1020 roku i określane jest najczęściej jako organum swobodne. 
Badacze jednak nie ustalili jeszcze, czy ten typ organum wywodził się z wcześniejszego, bardziej prymitywnego ścisłego paralelizmu, czy też z jakiejś formy heterofonicznej, ograniczonej prawami harmonii modalnej. Ścisłe organum paralelne pojawia się tak naprawdę jedynie w muzyce niemieckiej, począwszy od XIII wieku, a nie w dużo wcześniejszych traktatach Enchiriadis, dziełach Guidona lub w Troparium winchesterskim.

### Organum swobodne
Najwcześniejsze przykłady tego typu organum – Micrologus Guidona z Arezzo oraz Troparium winchesterskie – powstały w latach 1020–1050. Wykorzystują one wciąż równoległy ruch głosów i ruch boczny (wyższy głos porusza się, podczas gdy tenor trzyma jeden dźwięk), ale wprowadzony został także ruch przeciwny głosów i ruch prosty (głosy poruszają się w tym samym kierunku, lecz o inne interwały). Zjawiska te doprowadziły do usamodzielnienia linii melodycznych – co jest podstawowym warunkiem powstania kontrapunktu. Istnieją manuskrypty z późnego XI i XII wieku, które świadczą o zmieniającym się stylu – od prac Johannesa Cottona po tzw. manuskrypty z Chartres. Choć organum mieszane jest raczej izochroniczne (homorytmiczne) – oba głosy poruszają się bowiem w tym samym tempie – pojawiają się także przykłady więcej niż jednej nuty w głosie organalnym na jedną nutę tenoru; jest to także zalążek kontrapunktu. Głos dodany rozpoczyna w unisonie z głosem głównym, powtarzając pierwszą nutę. Poprzednie techniki były w istocie jedynie wzmocnieniem i uwydatnieniem pojedynczej linii melodycznej – dlatego też nie była to polifonia; organum mieszane jest zdecydowanie przełomowe – tworzy nową linię, która kontrastuje harmonicznie z chorałem w głosie niższym.

### Organum melizmatyczne
Organum jako gatunek muzyczny osiągnęło szczytowy moment rozwoju w XII wieku wraz z rozwinięciem organum melizmatycznego (floridus) oraz działalnością dwóch odrębnych szkół kompozytorskich. Pierwsza nosi nazwę polifonii akwitańskiej, ponieważ zapoczątkowana została w szkole Saint Martial, zogniskowanej w opactwie Saint Martial w Limoges w Akwitanii. Późniejszy rozwój w XII wieku nastąpił w szkole Notre Dame w Paryżu, gdzie pojawiły się modi rytmiczne. Było to zasługą kompozytorów znanych z imienia – Leoninusa oraz Perotinusa, którzy wprowadzili szereg nowych technik kompozytorskich. Motet – mający stać się najistotniejszym gatunkiem, na którym miała się skupić inwencja kompozytorów w XIV wieku – wywodzi się z czasów Perotinusa.
Podstawową zasadą organum melizmatycznego jest wykonywanie przez głos organalny od dwóch do sześciu dźwięków nad jednym dźwiękiem w tenorze. Opierało się na melodii zaczerpniętej z chorału, którą śpiewano w wydłużonych wartościach w niższym z głosów. Długość trwania poszczególnych wartości zależała od tego, jak długie frazy były im przypisane w głosie wyższym (organalnym). Chorał przeistoczył się więc w pochód długich dźwięków – stąd głos zawierający cantus firmus będzie nazwany tenorem (łac. tenere – "trzymać"). Wyższy głos organalny poruszał się w szerokich melizmatach na przedłużonych samogłoskach. Ten nowy styl znany był jako organum duplum lub organum purum, podczas gdy starszy homorytmiczny gatunek zaczął być nazywany discantusem. 
Organum z Saint Martial ma charakter rapsodyczny, ponieważ rytm nie jest jeszcze zorganizowany według sześciu modi rytmicznych – których wprowadzenie można przypisać dopiero Leoninusowi.

### Organum w szkole Notre Dame

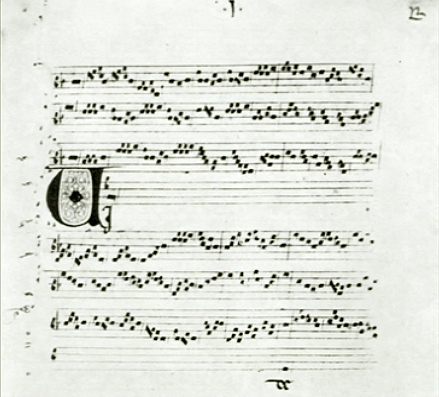
Viderunt omnes Perotinusa

Rozwój ośrodka życia kulturalnego i intelektualnego w XII-wiecznym Paryżu wiąże się z Uniwersytetem Paryskim, który stał się wówczas uczelnią przyciągającą wielu studentów, nie tylko z Francji. Budowa katedry Notre Dame w latach 1153–1238 zbiega się z czasem rozwoju szkoły paryskiej i jej organum. Katedra i uniwersytet stały się znaczącym ośrodkiem kompozytorskim oraz teoretycznym w XII i XIII wieku dzięki Leoninusowi i Perotinusowi. Leoninus stworzył Magnus Liber Organi de Gradali et Antiphonario, pisząc organa dupla oparte na istniejącym chorale – jak Alleluja, graduał lub Benedicamus Domino w nieszporach na większe ceremonie w roku liturgicznym. Zebranie utworów w "Magnus Liber" jest pierwszym projektem na tak szeroką skalę, który można przypisać jednemu kompozytorowi. Jednocześnie w zawartych w zbiorze utworach pojawiają się modi rytmiczne jako podstawowy element budowy. W organach duplach Leoninusa chorał, zgodnie z tradycją, znajduje się w niższym głosie (tenorze). 
Sposób, w jaki słowa są przypisane melodii w chorale, determinuje sposób opracowania. Tam, gdzie chorał gregoriański jest potraktowany sylabicznie, powstaje organum melizmatyczne: tenor zatrzymuje każdy dźwięk chorałowy, nad którym głos organalny – duplum – rozwija melizmaty. Gdy chorał przestaje być sylabiczny, oba głosy zaczynają być zorganizowane według modi rytmicznych – discantus. Ta sekcja discantus kończy się copulą – w której tenor zatrzymuje ostatnią wartość, a duplum porzuca modus rytmiczny i tworzy rapsodyczną, niezwiązaną rytmem kadencję zakończoną konsonansem. W ten sposób organa dupla Leoninusa wykorzystują trzy przechodzące płynnie w siebie techniki polifoniczne, by na koniec ostatnia fraza chorału została wykonana monodycznie. 
Autorzy piszący o organum paryskim, m.in. Anonim IV, Johannes de Garlandia, Anonim z St. Emmeram oraz Franco z Kolonii, nie zawsze opisują techniki jasno. Można jednak stwierdzić, że: 
- organum purum stosowane jest wtedy, gdy chorał jest potraktowany sylabicznie, a więc tenor nie może być zrytmizowany;
- gdy chorał zaczyna być melizmatyczny, tenor staje się ruchliwy i może powstać discantus;
- trzecią formą po organum i discantusie jest copula (z łac. "schodząc się"), która według Johannesa de Garlandia jest ogniwem pośrednim między organum a discantusem. "Pośredni" można tutaj rozumieć dosłownie.

Perotinus, cytując Anonima IV, angielskiego studenta, który przekazał szereg informacji na temat paryskiego organum i jego twórców, "jest najznakomitszym kompozytorem discantusa", rozwinął discantus w organach triplach, w których oba głosy organalne są diskantowe. Organum triplum nie jest możliwe w czystej technice organalnej – głosy dodane muszą być urytmizowane. Perotinus poszedł jeszcze dalej, tworząc dwa organa quadrupla – Viderunt omnes i Sederunt principes, wykonane w katedrze Notre Dame na nowy rok (1198) i na święto św. Szczepana (1199). Poza organum rozwinął także akwitańskie versa, odtąd zwane konduktusami. Każdy konduktus to nowa kompozycja do nowego tekstu, zawsze zorganizowana według modi rytmicznych. 
Szczególną innowacją Perotinusa było stworzenie motellusa, w którym wyższy głos w sekcji diskantowej otrzymuje nowy tekst, tak, że gdy niższy głos wypowiada jedną sylabę, wyższy – kilka; jest to pierwszy przykład dwóch tekstów zespolonych ze sobą w czasie. To z kolei zaowocuje powstaniem motetu.